# Transmission du savoir médical arabe en Occident latin au Moyen Âge
 (décembre 2009).
Si vous disposez d'ouvrages ou d'articles de référence ou si vous connaissez des sites web de qualité traitant du thème abordé ici, merci de compléter l'article en donnant les références utiles à sa vérifiabilité et en les liant à la section « Notes et références ».

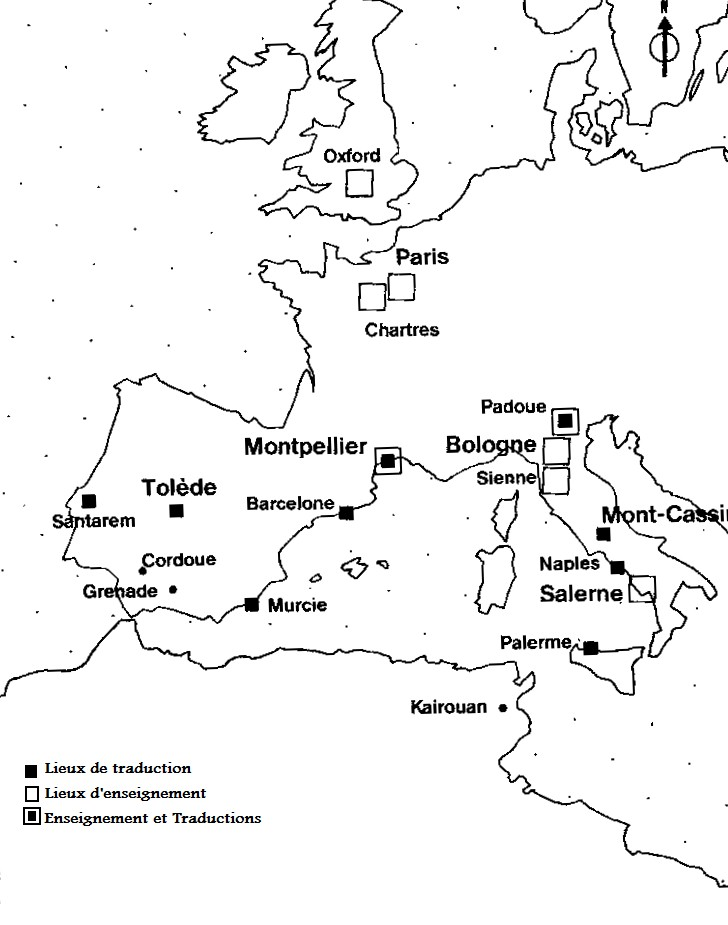
Lieux de traduction et d'enseignement

La transmission du savoir médical du monde musulman au monde latin intervient à une époque où la médecine médiévale européenne s'appuie principalement sur des textes latins de tableaux cliniques, de règles de diagnostics et de traitement, tandis que, dans le même temps, s'est développé, dans l’Orient musulman, un savoir théorique hérité du monde hellénistique et enrichi par la pensée de médecins d'un vaste territoire allant de l'Espagne et l'Afrique du nord, jusqu'en Inde. La médecine y atteint alors un important niveau théorique comme pratique : les maisons de la sagesse  illustrent cet essor.  À partir du XIe siècle, l'occident médiéval reçoit grâce aux traductions latines d'auteurs arabes la transmission de sources grecques ainsi que l'apport d'un savoir original. 
Des traductions de l’arabe au latin transmettent ce savoir à l’Occident en deux étapes :
- au XIe siècle, en Italie du Sud, le but des traductions est dirigé vers l’idée d’une réappropriation des connaissances perdues de l’Antiquité grecque. Un siècle plus tard, la péninsule Ibérique reconquise procède à de nouvelles traductions.
- Du Xe au  XIIIe siècle, la médecine latine va extraire à la fois les enseignements pratiques et s'aider de la proximité avec la philosophie pour donner naissance à la discipline médicale qui prévaudra jusqu'aux travaux de Jenner, Pasteur et Koch et leur mise en évidence du monde microbien.

#### Dictionnaires
- Thoraval Y., « Dictionnaire De Civilisation Musulmane », Paris, Larousse, 2001
- Zink M., GauvardD C., DE Libera A., « Dictionnaire du Moyen Âge », Paris, PUF, 2004

#### Ouvrages
- Balard M., « La Méditerranée médiévale. Espaces, itinéraires, comptoirs », Paris, Ed. Picard coll, 2006
- Fossier R., « Les relations des pays d’Islam avec le monde latin, du milieu du Xe siècle au milieu du XIIIe siècle », Paris, Vuibert, 2000
- Guichard P., Demurger A., Balard E., « Pays d’islam et Monde latin , 950-1250 », Paris, Hachette Education, 2000
- Jehel G., « La Méditerranée médiévale de 350 à 1450 », Paris, Armand Colin, 1992,
- Martinez-Gros G., Gourdin P., « Pays d’Islam et Monde latin », Paris, Ed. Atlandes, 2000
- Micheau D., Jacquart D., « La Médecine arabe et l'Occident médiéval », Paris, Maisonneuve & Larose, 1996
- Richard J. : « Orient et Occident au Moyen Âge : contacts et relations », Londres, Variorum Reprints, 1976
- Sénac P. : « L’Occident médiéval face à l’islam : l’image de l’autre », Paris, Flammarion, 2000
- Jehel G., Racinet P. , « Les relations des pays d’islam avec le monde latin, X-XIII », Paris, Éditions Du Temps, 2000
- Sournia J-C, « Histoire de la médecine », Paris, Ed. La Decouverte, 2004
- Tolan J., Josserand P., « Les relations des pays d'Islam avec le monde latin: du milieu du Xe siècle au milieu du XIIIe siècle », Paris, Bréal, 2000
- Ullmann M., « La médecine islamique », Paris, PUF, 1999